# Сильман, Тамара Исааковна
Тама́ра Исаа́ковна Си́льман (12 апреля 1909, Вильна, Российская Империя — 22 февраля 1974, Ленинград, СССР) — советский филолог-германист, литературовед и переводчик, писательница, поэтесса, драматург, доктор филологических наук, профессор.

## Биография
Родилась 30 марта (12 апреля) 1909 года в Вильне в семье инженера-технолога Исаака Иоселевича (Осиповича) Сильмана (1863—?) и Эммы Абелевны (Абрамовны) Сильман (в девичестве Алапиной, 1876—1962), заключивших брак в 1897 году в Троках. В детские годы жила в Житомире, Симферополе, Москве. Не позднее 1912 года семья переселилась в Харьков, где 15 июля 1912 года отец выкупил доходный дом купца М. Ш. Фаянса на Мироносицкой улице. В 1917 году мать была кандидатом в гласные Харьковской городской думы. С 1922 года — в Петрограде, где в 1927 году окончила среднюю школу.
В 1927 году поступила на отделение иностранных языков ЛГПИ им. А. И. Герцена. В 1936 г. защитила диссертацию на соискание ученой степени кандидата филологических наук, тема: «Драматургия "бури и натиска"».
В 1937—1940 гг. - докторант Института русской литературы АН СССР. С 1940 г. преподавала в Первом Ленинградском государственном педагогическом институте иностранных языков. С июня 1942 год — в эвакуации в Ташкенте работала в Институте мировой литературы им. А. М. Горького АН СССР. В  декабре 1942 г. защитила докторскую диссертацию, посвященную творчеству Чарльза Диккенса.
В эвакуации познакомилась с А. А. Ахматовой. Дружба Т. И. Сильман и ее супруга с поэтом длилась до конца жизни.
После возвращения из эвакуации в 1944 г. — в Ленинграде. Заведовала кафедрой зарубежных литератур в 1-м Ленинградском государственном педагогическом институте иностранных языков.
С 1956 г. — профессор, а с 1963 г. до конца жизни — заведующая кафедрой германской филологии ЛГПИ им. А. И. Герцена.
Умерла 22 февраля 1974 года. Похоронена на Еврейском кладбище.

## Научная деятельность
Автор более 100 научных работ в советских и зарубежных изданиях по теории литературы, лингвистической стилистике, стилистике художественной речи, исследованию индивидуальных авторских стилей, по лингвистике и интерпретации текста.
Кроме того, Т.И. Сильман является автором (или соавтором, вместе с супругом, В.Г. Адмони) очерков творчества Ч. Диккенса, Г. Гауптмана, Т. Манна.
Создала научную школу, реализация работы которой осуществлялась на кафедре германской филологии ЛГПИ им. А.И. Герцена: «Стилистика художественной речи», в рамках которой были защищены несколько кандидатских диссертаций и опубликована в 60-е – 70-е годы серия сборников научных статей, объединенных общим методологическим подходом к лингвостилистической интерпретации поэтического текста.

## Избранные работы
Заметки о лирике (Л., 1977),
Проблемы синтаксической стилистики (в немецком переводе «Probleme der Textgrammatik». Heidelberg, 1974),
Пособие по стилистическому анализу немецкой художественной литературы «Stilanalysen» (Л., 1969)

## Переводы
Свыше 6 000 стихов с немецкого, английского и скандинавских языков, а также разножанровые прозаические произведения.
Переводила Л. Хольберга, Райнера Марии Рильке, Г. Гейне, К. Ф. Мейера, Ф. Фрейлиграта, С. Георге, Г. фон Гофмансталя, И. Р. Бехера, Г. Ибсена  и многих др.

## Семья
- Муж — Владимир Григорьевич Адмони, лингвист, литературовед, переводчик и поэт, доктор филологических наук, профессор.
- Братья — Иосиф Исаакович Сильман, выпускник харьковского коммерческого училища и механического факультета Харьковского технического университета; Абрам (Александр) Исаакович Сильман (1900—?), научный сотрудник ЦАГИ имени Н. Е. Жуковского, лауреат Сталинской премии (1943).